# August Loeffler
August Loeffler   (Múnic, 24 de maig de 1822 - Múnic, 19 de gener de 1866) va ser un pintor alemany.
Löffler va néixer a Múnic i va estudiar amb Heinrich Adam i Carl Rottmann, i va pintar per primera vegada escenes d'Isarthal, prop de Múnic. El 1846 va viatjar a Istria i l'alta Itàlia, i el 1849 a l'Orient Mitjà. Aquí va pintar un panorama notable de Jerusalem i va viatjar per Egipte, Palestina i Àsia Menor, tornant a Múnic a finals de 1850. El 1851 va anar a Dresden i després a Berlín, i els anys següents va pintar una sèrie de paisatges de Palestina i Grècia per als reis de Prússia i Württemberg.

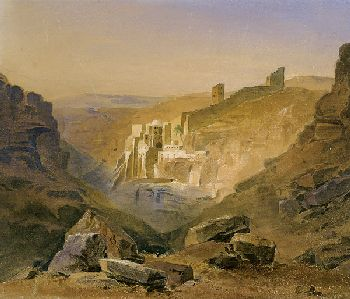
Das Kloster Santa Saba in der judäischen Wüste, c. 1849

El 1853 va acompanyar Ludwig Thiersch a Grècia i va fer diversos estudis, realitzant una gran pintura, Delfos, al seu retorn. El 1856 va viatjar a Venècia i Milà per estudiar els antics mestres. El 1857 va pintar Jerusalem, Betlem, Jafa, Saba, Damasc i el mar Roig per al rei de Württemberg, i va dibuixar els dibuixos Die Findung Moses' i Gott erscheint dem Elias auf dem Berg Horeb. El 1863 va pintar vistes d'Atenes des de Kolonos i Jerusalem des de la Muntanya de les Oliveres, així com quatre grans murals —de Memphis, Jerusalem, Atenes i Roma— per a les sales de societat de Kochel. Va morir el 1866 a Múnic.